# International Soft Tennis Federation
La International Soft Tennis Federation (ISTF) è la federazione sportiva internazionale, membro di SportAccord, che governa lo sport del soft tennis.

## Federazioni membri
Sono 61 le federazioni membri della ISTF .
Questa lista è suscettibile di variazioni e potrebbe essere incompleta o non aggiornata.

Asia
- Korea Soft Tennis Association, su softtennis.sports.or.kr. URL consultato il 23 maggio 2010 (archiviato dall'url originale il 9 novembre 2018).
- Japan Soft Tennis Association, su jsta.or.jp.
- Chinese Taipei Soft Tennis Association, su softtennis.org.tw.
- Chinese Soft Tennis Association, su softtennis.sport.org.cn. URL consultato il 23 maggio 2010 (archiviato dall'url originale il 25 febbraio 2021).
- Soft Tennis Association of Malaysia, su oocities.com.
- Amateur Soft Tennis Federation of India, su softtennis.in.

Europa
- European Soft Tennis Federation, su estf.org.
  -  Scottish Soft Tennis Federation, su sstf.org.uk. URL consultato il 10 settembre 2018 (archiviato dall'url originale il 28 settembre 2007).
  -  Czech Soft Tennis Union, su softtenis.cz.
  -  German Soft Tennis Association, su softtennis.de.
  -  Hungarian Soft Tennis Association, su szoft.extra.hu. URL consultato il 23 maggio 2010 (archiviato dall'url originale il 21 ottobre 2007).
  -  Netherlands Soft Tennis Federation, su softtennis.nl. URL consultato il 23 maggio 2010 (archiviato dall'url originale l'8 marzo 2012).
  -  Soft Tennis Association of Slovakia, su softtenis.sk. URL consultato il 23 maggio 2010 (archiviato dall'url originale il 13 novembre 2007).
  -  Swiss Soft Tennis Association, su soft-tennis.ch. URL consultato il 23 maggio 2010 (archiviato dall'url originale il 21 ottobre 2011).
  -  Polish Soft Tennis Association, su psta.pl.
  - Associazione Soft Tennis Italiana (ASTI)

Sud America
- Peru Soft Tennis Association, su perusta.com.

## Campionati mondiali
La prima edizione dei campionati mondiali di soft tennis ebbe luogo nel 1975 alle Hawaii 